# Bulbhuvudspindel
Bulbhuvudspindel (Walckenaeria nodosa) är en spindelart som beskrevs av O. Pickard-Cambridge 1873. Bulbhuvudspindel ingår i släktet Walckenaeria och familjen täckvävarspindlar. Arten är reproducerande i Sverige. Inga underarter finns listade.